# Marmosops pinheiroi
Marmosops pinheiroi is een zoogdier uit de familie van de Opossums (Didelphidae). De wetenschappelijke naam van de soort werd voor het eerst geldig gepubliceerd door Pine in 1981.

## Voorkomen
De soort komt voor in Venezuela, Guyana, Suriname, Frans-Guiana en Brazilië.